# Deer Park (Maryland)
Deer Park é uma cidade  localizada no estado americano de Maryland, no Condado de Garrett.

## Demografia
Segundo o censo americano de 2000, a sua população era de 405 habitantes.
Em 2006, foi estimada uma população de 390, um decréscimo de 15 (-3.7%).

## Geografia
De acordo com o United States Census Bureau tem uma área de 2,6 km², dos quais 2,6 km² cobertos por terra e 0,0 km² cobertos por água. Deer Park localiza-se a aproximadamente 777 m acima do nível do mar.

## Localidades na vizinhança
O diagrama seguinte representa as localidades num raio de 16 km ao redor de Deer Park.